# Francisco Vallejo Pons
Francisco Vallejo Pons (Villacarlos, 21 de agosto de 1982), también conocido como Paco Vallejo, es un ajedrecista de España que ostenta la categoría de Gran Maestro.

## Biografía
Francisco Vallejo, hijo de Ángel R. Vallejo Jiménez, militar de Academia graduado en Derecho, y Felicidad Pons Gomila. Nació en Mahón, donde se encontraba el principal hospital de la isla de Menorca, pero nunca ha vivido allí, sino en Villacarlos. En la familia todos jugaban al ajedrez: su padre con su abuelo y sus hermanos entre ellos, por lo que a los 5 años ya sabía jugar: había aprendido viéndolos. Un amigo de la familia, llamado Nissio, notó sus capacidades y sin que todavía conociera perfectamente las reglas, fue enviado a la Escuela de Ajedrez de Villacarlos, donde primero Guillermo Simó, y después Jaume Villalonga y Pep Suárez fueron sus maestros.
Su primer triunfo internacional lo obtuvo en 1991 cuando ganó el título de subcampeón mundial sub-10 en Milwaukee. A los 11 años cambia radicalmente su vida: se va a vivir sin su familia a Galicia, al Colegio Marcote en Mondariz-Balneario. Allí compaginó sus estudios con su carrera ajedrecística y tuvo entrenadores como Daniel Pizá, Pablo Glavina, Andrei Kharlov y Zenón Franco Ocampos. 
En 1996 obtiene el título de Maestro Internacional y dos años más tarde se convierte en subcampeón de España detrás de Miguel Illescas en Linares. Vallejo pasó a ser Gran Maestro en 1999, es decir, a los 16 años de edad, lo que lo convirtió en la persona más joven que ha recibido este título en la historia del ajedrez español. A los 17 terminó la enseñanza secundaria (Curso de Orientación Universitaria), hizo la Selectividad e ingresó en el Instituto Nacional de Educación Física de Cataluña, adscrito a la Universidad de Barcelona. Casi inmediatamente después de instalarse en la Residencia Muñoz Grandes para empezar sus estudios, participó en el Campeonato Mundial sub-18 2000 en Oropesa del Mar, que ganó.
A los 20 años decide abandonar sus estudios debido a que le era imposible compaginarlos con el ajedrez de élite profesional. Desde entonces reside oficialmente en Palma de Mallorca. Vallejo fue entrenador de Veselin Topalov en su preparación estratégica para el Campeonato del mundo de ajedrez de 2006, obteniendo buenas victorias gracias a ello, aunque no fueron suficientes para retener el título.
Tiene un repertorio de aperturas amplio y muy cambiante. En julio de 2011 tuvo 2724 puntos de Elo, que lo situaron en el número 20 de los jugadores activos de la clasificación mundial de la FIDE, y en el primer clasificado de España, por delante del letón nacionalizado español Alexei Shirov.
A finales de marzo de 2018 se retira tras la quinta ronda del Campeonato de Europa en Batumi, Georgia, agobiado por sus problemas con Hacienda. A pesar de tener pérdidas jugando al póker en línea durante 2011, Hacienda le reclama una gran suma de dinero; el jugador no aguanta la presión y decide contarlo todo públicamente en redes sociales y prensas nacionales e internacionales, recibiendo un gran apoyo mediático

## Premios y distinciones
- Subcampeón del Mundo sub-10 1991 (Milwaukee)
- Subcampeón del Mundo sub-12 1993 (Varsovia)
- Maestro Internacional, 1996
- Medalla de Bronce en el Campeonato Mundial sub-14 1996 (Menorca)
- Subcampeón de España 1998 (Linares, detrás de Miguel Illescas)
- Gran Maestro, 1999 (La Habana)
- Campeón del Mundo sub-18 2000 (Oropesa del Mar)
- Subcampeón de Europa sub-20 2000 (Avilés)
- Subcampeón de España 2002 (Ayamonte; campeón: Alexéi Shírov)[3]
- Campeón de España por equipos 2002
- Medalla de Oro individual en el Campeonato de Europa por equipos 2003 (Plovdiv)
- Campeón de la liga Alemana de ajedrez 2006
- Campeón de España 2006 (León; en la final ganó a Del Río Angelis
- Campeón en el Young Master World Chess 2006
- Medalla de Oro individual en el Campeonato de España de Selecciones Autonómicas 2007 (83,3% de los puntos)
- Medalla de Plata individual en el Campeonato de Europa por equipos 2007 (Heraklion)
- Medalla de Bronce por equipos en el Campeonato de España de Selecciones Autonómicas 2007
- Campeón de España 2009 (Cala Mayor, Palma de Mallorca; imbatido: 8 puntos de 9 posibles, con 7 victorias y 2 tablas)
- Medalla de oro individual en el Campeonato de España de Selecciones Autonómicas 2007 (83,3% de los puntos)
- Medalla de plata al 2° tablero en la olimpiada mundial de ajedrez 2010
- Subcampeón de España 2010 (El Sauzal)
- Campeón del Magistral de León 2012
- Campeón de España 2014 (Linares)
- Campeón de España 2015 (Linares)
- Campeón de España 2016 (Linares)
- 3.° En el campeonato de España Absoluto 2021

## Torneos
- Vallejo ha sido cinco veces campeón de España. En el año 2006 superando al gran maestro Salvador Gabriel Del Río Angelis, en 2009 superando al gran maestro Josep Manuel López Martínez, en 2014, 2015 y 2016; siendo subcampeón en dos ocasiones en 1998 por detrás de Miguel Illescas y 2002 por detrás de Alexéi Shírov.[4]
- También ha participado en el Campeonato de España por equipos; los resultados han sido los siguientes: 
  - 2002: 1.º tablero de Club de Ajedrez Mancha Real. 1.º por equipos, (5.5/8).
  - 2003: 2.º tablero de C.A. Valencia-Grupo Bali. 3.º por equipos, (5/8).
  - 2004: 2.º tablero de C.A. Valencia Cuna del Ajedrez Moderno. 2.º por equipos, (5/9).
  - 2005: 2.º tablero de C.A. Valencia Cuna del Ajedrez Moderno. 4.º en el Grupo II, (1.5/5).
  - 2006: 3.º tablero de C.A. Intel-Tiendas UPI. 3.º por equipos, (5/7).
  - 2007: 4.º tablero de C.A. Intel-Tiendas UPI. 3.º por equipos, (4.5/7).
- En 2007, participó en el Campeonato de España de Selecciones Autonómicas, un torneo por equipos a seis tableros en el que al menos tiene que jugar una mujer y un jugador juvenil. Jugó en el primer tablero de Islas Baleares "A" y obtuvo la medalla de oro individual con 83,3% de los puntos del primer tablero por delante de Manuel Rivas Pastor y medalla de bronce por equipos.
- Ha participado en varias Olimpíadas de ajedrez:[5]
  - En la sub-16 1995, disputada en Canarias, alcanzó 4.5/7 (+4 =1 -2) puntos; España llegó en 10.ª posición.
  - Estambul en 2000: segundo tablero, 23.º por equipos, 4.5/10(+3 =3 -4).
  - Bled en 2002: primer tablero, 19.º por equipos, 6.5/12(+5 =3 -4).
  - Calviá en 2004: segundo tablero, 10.º por equipos, 8.5/12(+7 =3 -2).
  - Turín en 2006: segundo tablero, 10.º por equipos, 7.5/12(+4 =7 -1).
  - Janti-Mansisk en 2010: segundo tablero, 8.º por equipos, 6.5/10(+4 =5 -1).[6] Vallejo calificó la Olimpiada de «denigrante» debido a la malas condiciones de alojamiento.[7]
- Ha participado en Campeonato de Europa de ajedrez por equipos, en los que ha ganado una medalla de oro y una de plata individuales:[8]
  - León en 2001: segundo tablero, 7.º por equipos, 6.5/9(+5 =3 -1).
  - Plovdiv en 2003: segundo tablero, 7.º por equipos, 6/9(+4 =4 -1), medalla de oro individual.
  - Heraklion en 2007: segundo tablero, 11.º por equipos, 6.5/9(+4 =5 -0), medalla de plata individual.

## Torneos internacionales
- Campeón Memorial Capablanca grupo magistral 1999
- Campeón Memorial Capablanca grupo magistral 2001
- En la Copa del mundo de ajedrez de 2005 disputada en Rusia terminó 12 después de perder en octavos de final ante Levon Aronian.
- En 2006 venció el torneo Young Master World Chess, mundial oficioso sub-24, quedando por delante de Ruslán Ponomariov.
- En el Torneo de Linares-Morelia (2006, haciendo 5/14 e igualando la puntuación esperada, lo más destacado fue su victoria sobre el campeón del mundo de ajedrez Veselin Topalov en 56 movimientos con piezas negras, dicha partida recibió el premio de belleza del torneo.
- En el Torneo Melody Amber de ajedrez (2006) en Montecarlo (mixto de partidas a la ciega y rápidas), Vallejo terminó segundo en el torneo a la ciega tras Alexander Morozevich, 4.º en rápidas y 3.º en la combinada tras Viswanathan Anand y Alexander Morozevich.
- En la Bundesliga participó con el Club de Ajedrez Baden-Baden junto a Viswanathan Anand y Alexei Shirov, quedando campeones de la Bundesliga.
- En el Festival de ajedrez Cañada de Calatrava ganó el torneo por sistema Fischer, quedó segundo en el torneo relámpago y tercero en el torneo blitz. Participó en la fase final del Campeonato de Francia de clubes en París con el Club NAO (tres veces campeón de Europa de clubes) alcanzado la final y clasificándose para el Campeonato de Europa de clubes.
- En el magistral Ciudad de León 2007 fue eliminado por Veselin Topalov, cayendo por 2.5-1.5, consumándose su venganza de la derrota sufrida en Linares.
- En 2007 fue cuarto en el abierto de Calviá. Jugó de nuevo la Bundesliga en el equipo Baden Baden, haciendo 4.5/7 +3 =3 -1.
- Subcampeón del Open de Gibraltar (2010)
- Medalla de plata al 2° tablero en la olimpiada mundial de ajedrez 2010
- Subcampeón del 53° Torneo Reggio Emilia (2010)
- En 2012 vencedor del XXV Magistral Ciudad de León derrotando a Veselin Topalov, 3.5-2.5
- En diciembre de 2022, logró el segundo puesto en el memorial Gashimov y tuvo una discreta actuación en los mundiales de rápidas y blitz, donde ocupó los puestos 81 y 77, respectivamente.
- 5.º/3.er puesto Campeonato de Europa 2016 (Kosovo)

## Partidas notables
Veselin Topalov - Francisco Vallejo, Linares (2006), Gambito de dama (D43)
1.d4 d5 2.c4 c6 3.Cc3 Cf6 4.Cf3 e6 5.Ag5 h6 6.Ah4 dxc4 7.e4 g5 8.Ag3 b5 9.Ae2 Ab7 10.O-O Cbd7 11.Ce5 h5 12.Cxd7 Qxd7 13.Ae5 Th6 14.f3 De7 15.a4 a6 16.Dc2 Td8 17.Tad1 Cd7 18.Ac7 Tc8 19.Ag3 e5 20.d5 b4 21.dxc6 Thxc6 22.Cd5 De6 23.Dd2 h4 24.Af2 
 
(diagrama 1)
 
24... c3 25.bxc3 bxc3 26.Dxg5 c2 27.Tc1 h3 28.g3 Dh6 29.Df5 Dd2 30.Tfe1 Aa3 31.f4 Axc1 32.Ah5 Tg6 33.Axg6 Axd5 34.exd5
 
(diagrama 2)
 
34... Dxe1+ 35.Axe1 Ae3+ 36.Rf1 c1=D 37.Dxf7+ Rd8 38.Re2 Ab6 39.Ad2 Dc4+ 40.Rf3 e4+ 41.Rg4 Rc7 42.a5 Ad4 43.Af5 Tg8+ 44.Rh4 Th8+ 45.Rg5 Db5 46.Ae6 e3 47.Ae1 e2 48.g4 Tf8 49.Dh7 Ae3 50.Rh4 Axf4 51.g5 Da4 52.Rh5 Axh2 53.Axh3 Ae5 54.Dd3 Th8+ 55.Rg6 Cf8+ 56.Rf7 Rd8 (0–1)

(diagrama 3) 
|       |       |       |       |       |       |       |       |    |  |
|       | a8    | b8    | c8 rd | d8    | e8 kd | f8 bd | g8    | h8 |  |
| a7    | b7 bd | c7    | d7 nd | e7    | f7 pd | g7    | h7    |    |  |
| a6 pd | b6    | c6 rd | d6    | e6 qd | f6    | g6    | h6    |    |  |
| a5    | b5    | c5    | d5 nl | e5 pd | f5    | g5 pd | h5    |    |  |
| a4 pl | b4 pd | c4 pd | d4    | e4 pl | f4    | g4    | h4 pd |    |  |
| a3    | b3    | c3    | d3    | e3    | f3 pl | g3    | h3    |    |  |
| a2    | b2 pl | c2    | d2 ql | e2 bl | f2 bl | g2 pl | h2 pl |    |  |
| a1    | b1    | c1    | d1 rl | e1    | f1 rl | g1 kl | h1    |    |  |
|       |       |       |       |       |       |       |       |    |  |

|       |    |       |       |       |       |       |       |    |  |
|       | a8 | b8    | c8 rd | d8    | e8 kd | f8    | g8    | h8 |  |
| a7    | b7 | c7    | d7 nd | e7    | f7 pd | g7    | h7    |    |  |
| a6 pd | b6 | c6    | d6    | e6    | f6    | g6 bl | h6    |    |  |
| a5    | b5 | c5    | d5 pl | e5 pd | f5 ql | g5    | h5    |    |  |
| a4 pl | b4 | c4    | d4    | e4    | f4 pl | g4    | h4    |    |  |
| a3    | b3 | c3    | d3    | e3    | f3    | g3 pl | h3 pd |    |  |
| a2    | b2 | c2 pd | d2 qd | e2    | f2 bl | g2    | h2 pl |    |  |
| a1    | b1 | c1 bd | d1    | e1 rl | f1    | g1 kl | h1    |    |  |
|       |    |       |       |       |       |       |       |    |  |

|       |    |    |       |       |       |       |       |       |  |
|       | a8 | b8 | c8    | d8 kd | e8    | f8 nd | g8    | h8 rd |  |
| a7    | b7 | c7 | d7    | e7    | f7 kl | g7    | h7    |       |  |
| a6 pd | b6 | c6 | d6    | e6    | f6    | g6    | h6    |       |  |
| a5 pl | b5 | c5 | d5 pl | e5 bd | f5    | g5 pl | h5    |       |  |
| a4 qd | b4 | c4 | d4    | e4    | f4    | g4    | h4    |       |  |
| a3    | b3 | c3 | d3 ql | e3    | f3    | g3    | h3 bl |       |  |
| a2    | b2 | c2 | d2    | e2 pd | f2    | g2    | h2    |       |  |
| a1    | b1 | c1 | d1    | e1 bl | f1    | g1    | h1    |       |  |
|       |    |    |       |       |       |       |       |       |  |

Vladimir Kramnik - Francisco Vallejo, Melody Amber a la ciega (2005), Defensa Siciliana (B32)
1.e4 c5 2.Cf3 Cc6 3.d4 cxd4 4.Cxd4 e5 5.Cb5 a6 6.Cd6+ Axd6 7.Dxd6 Df6 8.Dd1 Dg6 9.Cc3 Cge7 10.h4 h5 11.Th3 d5 12.Tg3 Ag4 13.f3 dxe4 14.fxg4 Td8 15.Ad2 f5 16.Te3 hxg4 17.Rf2 Txh4 18.Tc1 Dd6 19.Re1 Th1 20.De2 Cd4 21.Df2 f4 22.Cxe4 Dg6 23.Cg3 fxg3 24.Txg3 De4+ 25.Rd1 Cef5 26.Td3 g3 0-1